# Montségur Autorenforum
Das Montségur Autorenforum ist ein Internet-Diskussionsforum von und für veröffentlichte Autoren, das eine Informations-, Diskussions- und Netzwerkplattform zu allen Belangen schriftstellerischer Tätigkeiten zur Verfügung stellt. 

## Geschichte
Gegründet wurde das Forum im Jahr 2005 von Andreas Wilhelm (Projekt Atlantis). Im Jahr 2024 hatte das Montségur Autorenforum etwa 500 Mitglieder, darunter Andreas Eschbach (Das Jesus Video), Thomas Thiemeyer (Magma), Andrea Schacht (Kreuzblume), Charlotte Thomas (Die Madonna von Murano), Iny Lorentz (Die Wanderhure), Christoph Hardebusch (Die Trolle), Craig Russell (Wolfsfährte) oder Joanne Harris (Chocolat).
Der Name assoziiert die Burg Montségur in den östlichen Pyrenäen, die ein zentraler Ort der Katharer war.

## Verbindungen
Das Forum gehört zu den Unterzeichnern des Aktionsbündnisses für faire Verlage (Fairlag), dem rund 50 deutsche, schweizerische und österreichische Autorenverbände und -Institutionen angehören.
Es arbeitet darüber hinaus eng zusammen mit dem  Verband deutscher Schriftsteller (VS in ver.di) und dem Bundesverband junger Autoren und Autorinnen e.V.

## Diskussion
Diskutiert werden im Forum alle Fragen, die sich mit Belangen von Autoren befassen. Dazu gehören die Vertragsgestaltung und die Verlagssuche genauso wie handwerkliche Fragen zum Schreiben, sei es zur Erzählperspektive, zur Wortwahl, zur Handlung oder zur Figurengestaltung. Für Rezensionen aktueller und klassischer Romane gibt es eine eigene Rubrik. Eine andere, nur Mitgliedern offenstehende Rubrik, widmet sich der Kritik und Diskussion eigener Texte, der Recherche und Arbeitsgruppen. Neben dem Austausch etablierter Autoren untereinander in zum Teil geschlossenen Bereichen sieht es das Forum als besondere Aufgabe an, noch unerfahrene und noch nicht veröffentlichte Autoren zu informieren und aufzuklären.
Das Forum umfasste im Februar 2024 25.000 Themen mit etwa 450.000 Beiträgen. Das entspricht einem Gesamttextumfang von rund 70.000 Normseiten. Ein Großteil der Beiträge ist auch für Nichtmitglieder einsehbar, einige aber nur für Mitglieder, insbesondere solche, die Vertraulichkeit benötigen. Das Forum richtet sich in erster Linie an fortgeschrittene und veröffentlichte Autoren. Für eine Mitgliedschaft ist ein Aufnahmeantrag notwendig, über den von einem Gremium abgestimmt wird.

## Reale Treffen
Seit Herbst 2007 finden jährliche bundesweite Mitgliedertreffen in Oberursel bei Frankfurt mit Vorträgen und Workshops statt. Regionale, unregelmäßige Treffen gibt es in Köln, Wien, Mannheim, Hamburg, Berlin und anderen Städten.